# پورتیا سیمپسون-میلر
پورتیا سیمپسون-میلر (زاده ۱۲ دسامبر ۱۹۴۵) سیاستمدار جامائیکایی است که از ۶ ژانویه ۲۰۱۲ تا ۳ مارس ۲۰۱۶ نخست‌وزیر جامائیکا بوده است. او قبلاً از مارس ۲۰۰۶ تا سپتامبر ۲۰۰۷ نخست‌وزیر بود. او رهبر حزب ملی مردم است، و در فاصلهٔ دو بار نخست‌وزیری‌اش رهبر مخالفان بود.
او هنگام نخست‌وزیری‌اش وزارت دفاع، توسعه، اطلاعات و ورزش را هم برعهده داشت. وی سال‌ها وزیر کار، امنیت اجتماعی، ورزش، وزیر گردشگری و ورزش و دولت محلی بود. بدنبال دومین پیروزی‌اش در انتخابات دسامبر ۲۰۱۱ ، زمانیکه حزب او حزب کار جامائیکا را شکست داد، او بعد از مایکل مانلی دومین فردی شد که از زمان استقلال دو دوره غیرمتوالی نخست‌وزیر شده است.